# NGC 6257
NGC 6257 (również PGC 59274) – galaktyka spiralna (S), znajdująca się w gwiazdozbiorze Herkulesa. Odkrył ją John Herschel 16 maja 1831 roku.